# Padang Jati (Luas)
Padang Jati is een bestuurslaag in het regentschap Kaur van de provincie Bengkulu, Indonesië. Padang Jati telt 434 inwoners (volkstelling 2010).